# Michaił Characzura
Michaił Władimirowicz Characzura (ros. Михаил Владимирович Харачура; ur. 16 lipca 1958) – radziecki zapaśnik startujący w stylu wolnym.
Mistrz świata w 1979 i 1982. Wicemistrz Europy w 1981. Pierwszy w Pucharze Świata w 1981, 1982 i 1984 roku.
Mistrz ZSRR w 1979; drugi w 1980, 1982 i 1984; trzeci w 1985 roku.